# العلاقات البرازيلية البنينية
العلاقات البرازيلية البنينية هي العلاقات الثنائية التي تجمع بين البرازيل وبنين.

## مقارنة بين البلدين
هذه مقارنة عامة ومرجعية للدولتين:
| وجه المقارنة                                              | البرازيل | بنين            |
| --------------------------------------------------------- | --- | --------------- |
| المساحة (كم2)                                             | 8.52 مليون | 114.76 ألف      |
| عدد السكان (نسمة)                                         | 202.66 مليون | 11.18 مليون     |
| الكثافة السكانية (ن./كم²)                                 | 23.79 | 97.42           |
| العاصمة                                                   | برازيليا، ريو دي جانيرو | بورتو نوفو      |
| اللغة الرسمية                                             | برتغالية برازيلية، Brazilian Sign Language ‏ | لغة فرنسية      |
| العملة                                                    | ريال برازيلي، كروزيرو ريال برازيلي ‏، كروزيرو البرازيلية (1990–1993)، البرازيلي كروزادو نوفو، كروزادو برازيلي، cruzeiro ‏، كروزيرو البرازيلية (1942–1967)، الريال البرازيلي (قديم) | فرنك غرب أفريقي |
| الناتج المحلي الإجمالي (بليون دولار)                      | 2.06 تريليون | 9.27 مليار      |
| الناتج المحلي الإجمالي (تعادل القوة الشرائية) بليون دولار | 3.22 تريليون | 22.38 مليار     |
| الناتج المحلي الإجمالي الاسمي للفرد دولار أمريكي          | 8.54 ألف | 762             |
| الناتج المحلي الإجمالي للفرد دولار أمريكي                 | 15.89 ألف | 2.03 ألف        |
| مؤشر التنمية البشرية                                      | 0.754 | 0.480           |
| رمز المكالمات الدولي                                      | +55 | +229            |
| رمز الإنترنت                                              | .br | .bj             |
| المنطقة الزمنية                                           | | ت ع م+01:00     |

## منظمات دولية مشتركة
يشترك البلدان في عضوية مجموعة من المنظمات الدولية، منها:
| علم المنظمة | اسم المنظمة                        | تاريخ انضمام البرازيل | تاريخ انضمام بنين |
| ----------- | ---------------------------------- | --------------------- | ----------------- |
|             | الاتحاد البريدي العالمي            | ?                     | ?                 |
|             | يونسكو                             | 4 نوفمبر 1946         | 18 أكتوبر 1960    |
|             | البنك الدولي للإنشاء والتعمير      | 14 يناير 1946         | 10 يوليو 1963     |
|             | منظمة التجارة العالمية             | ?                     | ?                 |
|             | وكالة ضمان الاستثمار متعدد الأطراف | 7 يناير 1993          | 26 سبتمبر 1994    |
|             | البنك الإفريقي للتنمية             | ?                     | ?                 |
|             | الاتحاد الدولي للاتصالات           | 4 يوليو 1877          | 1961              |
|             | منظمة الشرطة الجنائية الدولية      | ?                     | ?                 |
|             | مؤسسة التمويل الدولية              | 31 ديسمبر 1956        | 5 فبراير 1987     |
|             | الأمم المتحدة                      | 24 أكتوبر 1945        | 20 سبتمبر 1960    |
|             | مؤسسة التنمية الدولية              | 15 مارس 1963          | 16 سبتمبر 1963    |
|             | منظمة حظر الأسلحة الكيميائية       | ?                     | ?                 |

## وصلات خارجية
- موقع وزارة الخارجية البرازيلية